# Болгарская Википедия
Болга́рская Википе́дия (болг. Българска Уикипедия или Болгароязычная Википедия, болг. Българоезична Уикипедия) — раздел Википедии на болгарском языке.
Основана 6 декабря 2003 года. На данный момент содержит 304 949 статей. 
На 15 сентября 2009 года в разделе насчитывалось 79 090 статей (33-е место среди языковых разделов Википедии) и 41 700 зарегистрированных участников. На 3 февраля 2010 года в разделе насчитывалось 90 297 статей (32-е место среди 270 языковых разделов Википедии) и 61 157 зарегистрированных участников (28-е место). Общее количество правок насчитывает свыше 3 152 000 (27-е место) с 1021 активных участников (28-е место). По скорости роста в январе 2010 года болгарская Википедия уже достигла 23-го места среди 272 других языковых разделов Википедии.
Весь текст доступен в соответствии с GNU Free Documentation License (GFDL), копилефт-лицензии, разрешающей дальнейшее распространение, создание производных работ, а также коммерческое использование содержания, в то время как авторы сохраняют своё авторское право на свои работы.
Одна из наиболее хорошо развитых тем в болгарской Википедии связана с Македонией как исторической областью и современным государством.

## История

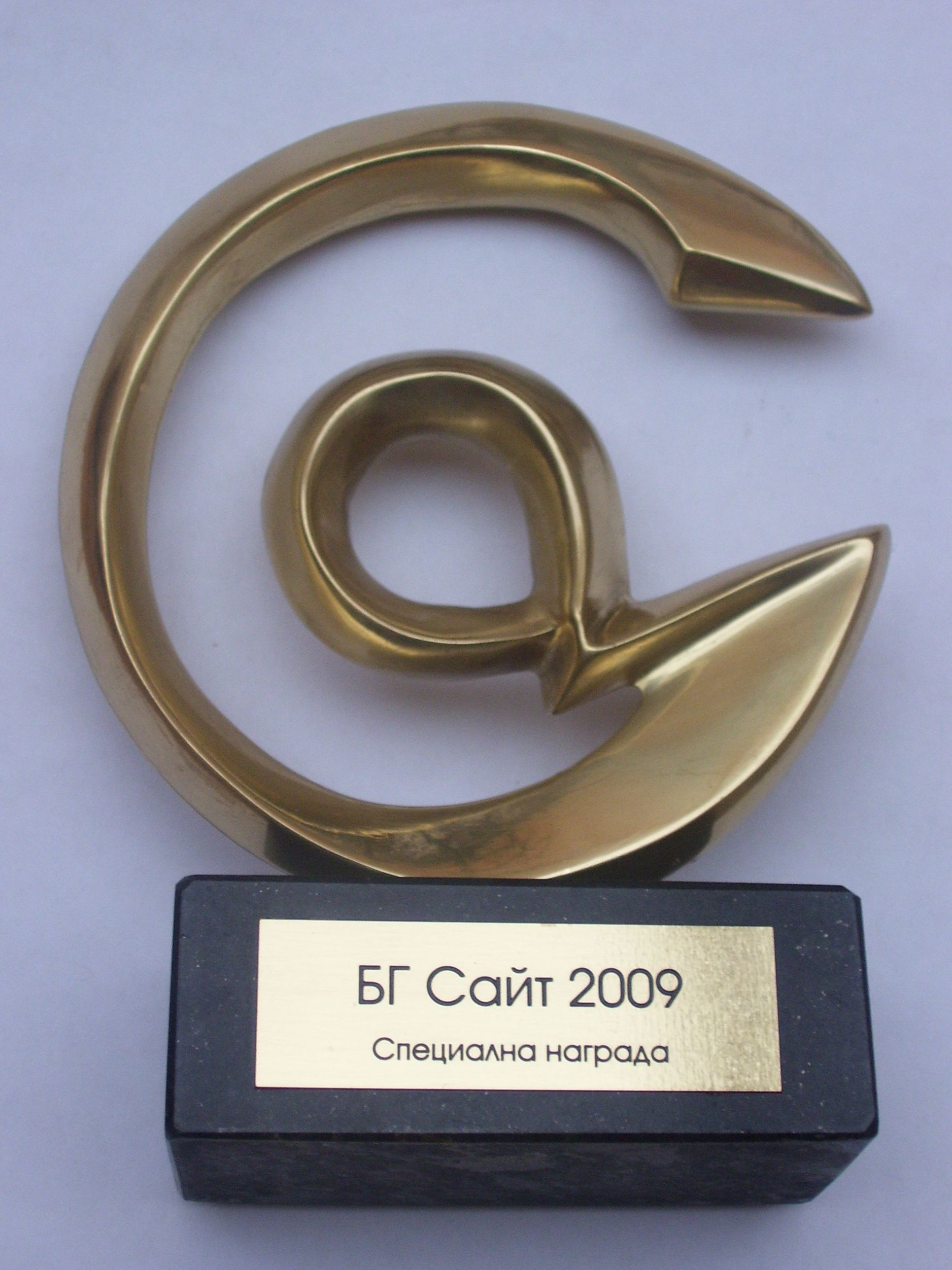
Награда Болгарской Википедии

9 ноября 2009 года Болгарская Википедия получила специальную награду от экспертного совета «Бг Сайта» за «целостный вклад в болгароязычное веб-пространство». Болгарская Википедия сейчас является самым крупным и наиболее популярным справочником в Болгарии. По объёму сведений и тематическому охвату считается самой полной энциклопедией на болгарском языке.

## Особенности
В Болгарской Википедии утверждены три основные правила: возможность проверки информации, нейтральное представление различных точек зрения на проблему и недопустимость оригинальных исследований. Первое из этих правил является наиболее важным, поскольку два других в некотором смысле ограничивается им. Возможность проверки состоит в том, в состоянии определить доступными для широкой общественности объективные и авторитетные источники для поддержки сведений, изложенных в статье. Все обсуждения, связанные с Википедией, являются точность содержания её присутствии поддающихся проверке источников информации и помощь в оценке важности энциклопедических сайтов: несмотря на открытый характер Википедии, статьи должны сначала получить признание и разрешения других факторов. Википедия является вторичным, а не первичным источником.
- В болгарской Википедии используется существенно меньше пометок о неоконченности статьи с требованиями переделок. Замечания о недостатках статей пишутся непосредственно на страницу обсуждения.
- В болгарской Википедии существенно бо́льшая часть правок делается зарегистрированными участниками.
- В болгарской Википедии царит более строгая лицензионная политика, чем в английской или русской. Загрузка изображений допускается исключительно на Викисклад. Это означает, в частности, что в болгарской Википедии запрещены к использованию изображения, распространяемые на условиях добросовестного использования (fair use).
- В болгарской Википедии номинировать статьи на удаление и т. д. могут только зарегистрированные участники — так же, как и в английской Википедии.[источник не указан 847 дней]

## Статистика
По состоянию на 10:24 (UTC) 16 июля 2025 года раздел содержит 304 949 статей, занимая по этому параметру 40-е место среди всех языковых разделов.
В разделе зарегистрировано 361 890 участников, 20 из них имеют статус администратора; 589 участников совершили какие-либо действия за последние 30 дней; общее число правок за время существования раздела составляет 12 608 236.
Помимо выполнения функции энциклопедического справочника, Болгарская Википедия стала главным объектом внимания СМИ как сетевой источник последних новостей по той причине, что она постоянно обновляется.
- 3 октября 2004 года — 10 000 Процес срещу българските медици в Либия
- 24 ноября 2005 года — 20 000 Бирхан Уолду
- 19 сентября 2006 года — 30 000 Лито II
- 8 июня 2007 года — 40 000 Масов гроб
- 26 декабря 2007 года — 50 000 Валак
- 7 августа 2008 года — 60 000 Скъпи Джон
- 30 марта 2009 года — 70 000 Отокар Кобра
- 29 сентября 2009 года — 80 000 Катма
- 29 января 2010 года — 90 000 Квинт Фулвий Флак
- 24 мая 2010 года — 100 000 Пещера Петралона
- 18 декабря 2010 года — 110 000 Керъл (окръг, Кентъки)
- 18 июля 2013 года — 150 000
- 12 июня 2015 года — 200 000

Первые семь лет болгарская Википедия росла в среднем на 43 статьи в день (15 700 статей в год).
Болгарская Википедия находится в Болгарии на восьмом месте в списке самых посещаемых сайтов (сентябрь 2013).